# Jermaine Burton
Jermaine Demetrius Burton (Atlanta, 28 giugno 2001) è un giocatore di football americano statunitense che milita nel ruolo di wide receiver per i Cincinnati Bengals della National Football League (NFL).

## Carriera universitaria

### Georgia
Nella sua prima stagione a Georgia nel 2020, Burton disputò 10 partite, con 27 ricezioni per 404 yard e 3 touchdown. Contro  Mississippi State fece registrare 197 yard ricevute e 2 touchdown nella vittoria per 31–24. Nel 2021 disputò 12 partite, con 26 ricezioni per 497 yard e 5 touchdown. A stagione i Bulldogs conquistarono il titolo nazionale.

### Alabama
Nel gennaio 2022 Burton annunciò che si sarebbe trasferito ad Alabama. Al termine di una gara della stagione 2022 contro Tennessee, Burton colpì una tifosa dei Volunteers alla testa dopo che i tifosi fecero invasione di campo. Nel 2023 guidò Alabama con 798 yard ricevute e 8 touchdown, dopo di che decise di passare tra i professionisti.

## Carriera professionistica

### Cincinnati Bengals
Burton fu scelto nel corso del terzo giro (80º assoluto) del Draft NFL 2024 dai Cincinnati Bengals. Debuttò come professionista subentrando nella gara del primo turno contro i New England Patriots. La settimana successiva ricevette dal quarterback Joe Burrow il primo passaggio da 47 yard. La sua prima stagione si chiuse con 4 ricezioni per 107 yard in 14 presenze, di cui una come titolare.